# Kenny Sansom
Kenneth Graham Sansom (Camberwell, 26 de septiembre de 1958) es un exfutbolista británico que se desempeñaba como lateral izquierdo. Representó a la selección de Inglaterra entre 1979 y 1988.

## Carrera
Sansom jugó en las inferiores del Arsenal, Parque de Reinas Rangers y Tottenham Hotspur, pero decidió jugar en el equipo del cual es hincha y debutó en él: Crystal Palace.
En 1977, él fue capitán del equipo que ganó la FA éxito de Taza de la Juventud mientras también skippering el equipo de juventud de la Inglaterra en el mismo nivel, recogiendo el jugador de "el palacio del premio" de Año en su primera estación.
Rápidamente, calma, fuerte en el emprender y un excelente crosser de la pelota, Sansom perdido justo un juego de liga en una carrera consecutiva de 156 juegos, empezando atrás en 1976, cuándo el palacio era en la Tercera División. En el 1978@–79 Cristal de estación el palacio ganó el Segundo campeonato de División con Sansom integral al equipo joven. Eran deprisa etiquetados como el "Equipo Del '80s". Y brevemente coronó la Primera División en el inicio del 1979@–80 estación a pesar de que ellos finalmente acabados en decimotercera posición.

### Arsenal
El arsenal puesto en una oferta de 1 millones de librasillion para Sansom en el verano de 1980, con precursor Clive Allen que entra intercambio; esto era un movimiento inusual , cuando Allen era un igualmente prized jugador joven y solo había unido semanas de Arsenal más tempranas, y hubo todavía para jugar un partido competitivo para el club. El palacio aceptó la oferta y Sansom dejó para Highbury.
Sansom Hizo su debut de Arsenal contra Del oeste Bromwich Albion el 16 de agosto de 1980 y era un nunca-presente para aquella estación y el próximo, y un cercano-figura constante en espalda izquierda para Arsenal. Sea bestowed con el honor del jugador del arsenal del premio de Año en 1981.
Sansom Ganó vajilla de plata más doméstica en 1987, captaining Arsenal a una Taza de Liga victoria final sobre Liverpool en Wembley; el arsenal provino un objetivo abajo para ganar 2@–1, con Sansom empezando el mover cuál había dirigido al ganador tardío del arsenal, puntuado por Charlie Nicholas.
La estación siguiente, Sansom relación con su director de Arsenal George Graham soured y esté reemplazado tan capitán por fledgling defensor Tony Adams, quién era justo 21. Sansom , aun así, mantener su sitio en el lado; a pesar de que Graham hubo justo firmó una sustitución de plazo largo en Nigel Winterburn. Winterburn Estuvo jugado en correcto-posterior más que izquierdo para su primera estación en el club. El arsenal logró la final de Taza de la Liga otra vez en 1987@–88, solo para perder 3@–2 a Luton Ciudad en un partido dramático y apasionante.

### Final
Sansom Dejó Arsenal en diciembre de 1988, no #haber jugado un primer juego de equipo en absoluto para los primeros cuatro meses de 1988@–89; Graham había firmado Lee Dixon y había remodelado el lado, con Dixon jugando en correcto-posterior y Nigel Winterburn en el izquierdo, reemplazando Sansom. Sansom Había jugado 394 partidos en totales para Arsenal, puntuando seis objetivos.
Sansom Continuó jugar para varios años después. Él inicialmente unido Newcastle Unió, entonces presentado para QPR, Coventry Ciudad, Everton, Brentford y Watford, así como habiendo tres #período cortos en el no-juego de liga con Croydon, Chertsey Ciudad y Slough Ciudad.

## Estadísticas
| Rendimiento de club | Rendimiento de club | Rendimiento de club | Liga | Liga  | FA Cup | FA Cup | Otro | Otro  | Total | Total |
| Club                | Temporada           | División            | PJ   | Goles | PJ     | Goles  | PJ   | Goles | PJ    | Goles |
| ------------------- | ------------------- | ------------------- | ---- | ----- | ------ | ------ | ---- | ----- | ----- | ----- |
| Crystal Palace      | 1974–75             | Tercera División    | 1    | 0     | 0      | 0      | 0    | 0     | 1     | 0     |
| Crystal Palace      | 1975–76             | Tercera División    | 6    | 0     | 0      | 0      | 0    | 0     | 6     | 0     |
| Crystal Palace      | 1976–77             | Tercera División    | 46   | 0     | 6      | 0      | 3    | 0     | 55    | 0     |
| Crystal Palace      | 1977–78             | Segunda División    | 41   | 2     | 1      | 0      | 4    | 0     | 46    | 2     |
| Crystal Palace      | 1978–79             | Segunda División    | 42   | 0     | 4      | 1      | 4    | 0     | 50    | 1     |
| Crystal Palace      | 1979–80             | Primera División    | 36   | 1     | 0      | 0      | 3    | 0     | 39    | 1     |
| Crystal Palace      | Total               | Total               | 172  | 3     | 11     | 1      | 14   | 0     | 197   | 4     |
| Arsenal             | 1980–81             | Primera División    | 42   | 3     | 1      | 0      | 4    | 0     | 47    | 3     |
| Arsenal             | 1981–82             | Primera División    | 42   | 0     | 1      | 0      | 9    | 0     | 52    | 0     |
| Arsenal             | 1982–83             | Primera División    | 40   | 0     | 8      | 0      | 10   | 0     | 58    | 0     |
| Arsenal             | 1983–84             | Primera División    | 40   | 1     | 1      | 0      | 4    | 0     | 45    | 1     |
| Arsenal             | 1984–85             | Primera División    | 39   | 1     | 2      | 0      | 3    | 0     | 44    | 1     |
| Arsenal             | 1985–86             | Primera División    | 42   | 0     | 5      | 0      | 7    | 0     | 54    | 0     |
| Arsenal             | 1986–87             | Primera División    | 35   | 0     | 4      | 0      | 9    | 0     | 48    | 0     |
| Arsenal             | 1987–88             | Primera División    | 34   | 1     | 4      | 0      | 8    | 0     | 46    | 1     |
| Arsenal             | Total               | Total               | 314  | 6     | 26     | 0      | 54   | 0     | 394   | 6     |
| Newcastle United    | 1988–89             | Primera División    | 20   | 0     | 4      | 0      | 0    | 0     | 24    | 0     |
| Queens Park Rangers | 1989–90             | Primera División    | 36   | 0     | 9      | 2      | 3    | 0     | 48    | 2     |
| Queens Park Rangers | 1990–91             | Primera División    | 28   | 0     | 1      | 0      | 5    | 0     | 34    | 0     |
| Queens Park Rangers | Total               | Total               | 64   | 0     | 10     | 2      | 8    | 0     | 82    | 2     |
| Coventry City       | 1990–91             | Primera División    | 9    | 0     | 0      | 0      | 0    | 0     | 9     | 0     |
| Coventry City       | 1991–92             | Primera División    | 21   | 0     | 2      | 0      | 0    | 0     | 23    | 0     |
| Coventry City       | 1992–93             | Premier League      | 21   | 0     | 0      | 0      | 2    | 0     | 23    | 0     |
| Coventry City       | Total               | Total               | 51   | 0     | 2      | 0      | 2    | 0     | 55    | 0     |
| Everton             | 1992–93             | Premier League      | 7    | 1     | 0      | 0      | 0    | 0     | 7     | 1     |
| Brentford           | 1992–93             | Primera División    | 8    | 0     | 0      | 0      | 0    | 0     | 8     | 0     |
| Watford             | 1994–95             | Primera División    | 1    | 0     | 0      | 0      | 0    | 0     | 1     | 0     |
| Total de carrera    | Total de carrera    | Total de carrera    | 637  | 10    | 53     | 3      | 78   | 0     | 768   | 13    |

## Selección nacional

### Participaciones en Copas del Mundo
Participó de los mundiales de España 82: donde Inglaterra ganó su grupo con todas victorias encabezada por la estrella Kevin Keegan, pero en la segunda ronda no pudo convertir goles, terminó empatando todos sus partidos y resultó eliminada. En México 86 los ingleses casi quedan eliminados en la primera ronda pero la nueva estrella Gary Lineker lo evitó marcando tres goles en la única victoria y consiguiendo el pasaje a octavos, con un doblete de Lineker eliminaron a Paraguay y avanzaron a cuartos donde enfrentarían a Argentina. En un memorable partido marcado por el recuerdo de la Guerra de las Malvinas, los británicos resultaron eliminados por dos legendarios goles de Diego Maradona.
| Mundial                        | Sede   | Resultado        | PJ | Goles |
| ------------------------------ | ------ | ---------------- | -- | ----- |
| Copa Mundial de Fútbol de 1982 | España | Segunda ronda    | 4  | 0     |
| Copa Mundial de Fútbol de 1986 | México | Cuartos de final | 5  | 0     |

30 años después, Sansom se expresó sobre la eliminación de Inglaterra en México 86 y recuerda así el histórico partido:

«Nunca sentí tal cantidad de rabia después de un partido. Todos gritábamos y exigíamos que la FA peleara por nosotros y el partido se jugara de nuevo. Jamás perdonaré a Maradona, siempre fue un maldito tramposo.» Sansom, 2016.

## Palmarés
- Campeón del British Home Championship de 1982 y 1983.
- Campeón de la Copa de la Liga de 1986–87.
- Campeón de la EFL Championship de 1978–79.

### Distinciones
- Jugador de Palacio de la Crystal del Año: 1977, 1979
- Jugador de arsenal del Año: 1981
- PFA Tercer Equipo de División del Año: 1976@–77
- PFA Segundo Equipo de División del Año: (2) 1977@–78, 1978@–79
- PFA Primer Equipo de División del Año (8): 1979@–80, 1980@–81, 1981@–82, 1982@–83, 1983@–84, 1984@–85, 1985@–86, 1986@–87